# Francesco Morosini (1938)
| «Франческо Морозіні»                                                        | «Франческо Морозіні» | «Франческо Морозіні» |
| --------------------------------------------------------------------------- | --- | --- |
| Francesco Morosini                                                          | | |
|                                                                             | | |
| Однотипний італійський підводний човен типу «Марчелло» «Агостіно Барбаріго» | | |
| Верф                                                                        | CRDA, Монфальконе | CRDA, Монфальконе |
| Під прапором                                                                | Королівство Італія | Королівство Італія |
| Належність                                                                  | Королівські військово-морські сили Італії | Королівські військово-морські сили Італії |
| Порт приписки                                                               | Неаполь Бордо | Неаполь Бордо |
| Закладений                                                                  | 2 березня 1937 | 2 березня 1937 |
| Спуск на воду                                                               | 25 липня 1938 | 25 липня 1938 |
| Введений до складу флоту                                                    | 11 листопада 1938 | 11 листопада 1938 |
| Виведений зі складу флоту                                                   | 18 жовтня 1946 | 18 жовтня 1946 |
| На службі                                                                   | 1938–1942 | 1938–1942 |
| Загибель                                                                    | у серпні 1942 року зниклий з невідомих обставин у Біскайській затоці                                                                           | у серпні 1942 року зниклий з невідомих обставин у Біскайській затоці                                                                           |
| Сучасний статус                                                             | зниклий безвісти | зниклий безвісти |
| Бойовий досвід                                                              | Друга світова війна Битва на Середземному морі Битва за Атлантику * Кампанія в Карибському морі                                                | Друга світова війна Битва на Середземному морі Битва за Атлантику * Кампанія в Карибському морі                                                |
| Проєкт                                                                      | | |
| Тип ПЧ                                                                      | крейсерський дизель-електричний підводний човен                                                                                                | крейсерський дизель-електричний підводний човен                                                                                                |
| Основні характеристики                                                      | | |
| Швидкість (надводна)                                                        | 17,4 вузлів (32,2 км/год) | 17,4 вузлів (32,2 км/год) |
| Швидкість (підводна)                                                        | 8 вузлів (15 км/год) | 8 вузлів (15 км/год) |
| Робоча глибина занурення                                                    | 100 м | 100 м |
| Дальність плавання                                                          | 7500 миль (13900 км) на швидкості 9,4 вузлів у надводному положенні 120 миль (220 км) на швидкості 3 вузли (5,6 км/год) у підводному положенні | 7500 миль (13900 км) на швидкості 9,4 вузлів у надводному положенні 120 миль (220 км) на швидкості 3 вузли (5,6 км/год) у підводному положенні |
| Екіпаж                                                                      | 58 офіцерів та матросів | 58 офіцерів та матросів |
| Розміри                                                                     | | |
| Довжина найбільша (по КВЛ)                                                  | 73 м | 73 м |
| Ширина корпусу найб.                                                        | 7,19 м | 7,19 м |
| Висота                                                                      | 5,1 м | 5,1 м |
| Водотоннажність надводна                                                    | 1043 тонни | 1043 тонни |
| Силова установка                                                            | | |
| Дизель-електрична: 2 × дизельних двигуни CRDA 2 × електродвигуни CRDA       | | |
| Гвинти                                                                      | 2 | 2 |
| Потужність                                                                  | 2 × 1800 к.с. (дизелі) 2 × 550 к.с. (електродвигуни)                                                                                           | 2 × 1800 к.с. (дизелі) 2 × 550 к.с. (електродвигуни)                                                                                           |
| Озброєння                                                                   | | |
| Артилерія                                                                   | 2 × 100-мм гармати OTO Mod. 1928 | 2 × 100-мм гармати OTO Mod. 1928 |
| Торпедно- мінне озброєння                                                   | 8 × 533-мм торпедних апаратів 16 торпед | 8 × 533-мм торпедних апаратів 16 торпед |
| ППО                                                                         | 4 × 13,2-мм зенітних кулемети Breda Model 1931                                                                                                 | 4 × 13,2-мм зенітних кулемети Breda Model 1931                                                                                                 |

«Франческо Морозіні» (італ. Francesco Morosini) — військовий корабель, крейсерський дизель-електричний підводний човен типу «Марчелло» Королівських ВМС Італії за часів Другої світової війни.
«Франческо Морозіні» був закладений 2 березня 1937 року на верфі компанії Cantieri Riuniti dell'Adriatico у Монфальконе. 25 липня 1938 року він був спущений на воду, а 11 листопада 1938 року увійшов до складу Королівських ВМС Італії.

## Історія служби
У вересні 1940 року до французького Бордо на базу BETASOM почали прибувати італійські підводні човни, яких скоро стало 27, котрі незабаром приєдналися до німецьких підводних човнів у полюванні на судноплавство союзників; поступово їхнє число збільшиться до 32. Вони внесли вагомий внесок у битву за Атлантику, не дивлячись на те, що командувач підводним флотом ВМС Німеччини адмірал Карл Деніц відгукнувся про італійських підводників: «недостатньо дисципліновані» і «не в змозі залишатися спокійним перед обличчям ворога».
16 березня 1942 року італійська флотилія ПЧ приєдналася до організованої командуванням Крігсмаріне операції «Нойланд». П'ять італійських підводних човнів діяли переважно на атлантичних підходах до Малих Антильських островів. «Морозіні» потопив Stangarth, Oscilla і Peder Bogen. ПЧ «Енріко Таццолі» знищив Cygnet і нафтовий танкер Athelqueen. «Джузеппе Фінчі» торпедував Skane, Melpomere і Charles Racine. «Леонардо да Вінчі» — Everasma і нейтральний бразильський Cabadelo. «Луїджі Тореллі» потопив Scottish Star і Esso Copenhagen.
2 червня 1942 року «Морозіні» вийшов з Бордо до Карибів, зокрема на північний схід від острова Пуерто-Рико. З кінця червня до початку серпня діяв в акваторії Карибського моря. По завершенню місії повертався на базу. Останню радіограму човен надіслав 5 серпня. 9 числа штаб BETASOM направив чергове повідомлення, інформуючи «Морозіні» про порядок зустрічі, але підводний човен так і не підтвердив отримання. Човен так і не дійшов до бази, і передбачалося, що він був втрачений після 14:50 8 серпня в акваторії Біскайської затоки. Можливо, він був потоплений вночі літаком, обладнаним радаром, але це так і не було підтверджено.